# Plasa Volintiri, județul Cetatea-Albă
Plasa Volintiri a fost una din plășile din județul interbelic Cetatea-Albă.

## Localități
Plasa Volintiri avea 24 localități:
| Nr. crt. | Denumire localitate | Populație la 1930 | Tip localitate în prezent | Raionul în care se află în prezent |
| -------- | ------------------- | ----------------- | ------------------------- | ---------------------------------- |
| 1        | Aninoasa            | 397               | comună                    |                                    |
| 2        | Antonești           | 1729              | comună                    | Ștefan Vodă                        |
| 3        | Caplani             | 3064              | comună                    | Ștefan Vodă                        |
| 4        | Cara-Hasan          | 2069              | comună                    | Ștefan Vodă                        |
| 5        | Chizil              | 227               | oraș                      | Ștefan Vodă                        |
| 6        | Delniceni           | 475               | .                         |                                    |
| 7        | Faraoani            | 2394              | .                         | Sărata                             |
| 8        | Frumișica-Nouă      | 1568              | .                         |                                    |
| 9        | Frumușica-Veche     | 1497              | .                         |                                    |
| 10       | Ivăneștii-Vechi     | 3462              | .                         |                                    |
| 11       | Manja               | 788               | .                         | Sărata                             |
| 12       | Marienfeld          | 364               | sat în comuna Ialpujeni   | Cimișlia                           |
| 13       | Moldova             | 2369              | .                         |                                    |
| 14       | Moruzeni            | 395               | .                         | Sărata                             |
| 15       | Olănești            | 3686              | comună                    | Ștefan Vodă                        |
| 16       | Păuleni             | 2697              | .                         | Sărata                             |
| 17       | Purcari             | 2597              | comună                    | Ștefan Vodă                        |
| 18       | Răscăieți           | 2646              | comună                    | Ștefan Vodă                        |
| 19       | Slobozia            | 2508              | comună                    | Ștefan Vodă                        |
| 20       | Suiunduc            | 851               | .                         |                                    |
| 21       | Ștefănești          | 971               | comună                    | Ștefan Vodă                        |
| 22       | Vladimirești        | 294               | .                         |                                    |
| 23       | Volintiri           | 6370              | comună                    | Ștefan Vodă                        |
| 24       | Zoreni              | 708               | .                         |                                    |

Total populație plasă - 44090

## Alte articole
- Lista județelor și a plășilor din România interbelică